# Dundret
Dundret é a montanha mais alta da comuna de Gällivare, na província histórica da Lapónia. O seu ponto mais elevado tem 820 metros de altitude. Dundret é um ponto turístico, tanto no verão como no inverno, dispondo de uma estância de esquis.

## Etimologia
O nome Dundret provém do finlandês Tunturi (montanha), que por sua vez é originado no lapão tuoddar (montanha baixa).